# Eurytoma leptovena
Eurytoma leptovena is een vliesvleugelig insect uit de familie Eurytomidae. De wetenschappelijke naam is voor het eerst geldig gepubliceerd in 1941 door Bugbee.